# Laguna Petexbatún
Laguna Petexbatún är en sjö i Guatemala.   Den ligger i departementet Petén, i den centrala delen av landet, 200 km norr om huvudstaden Guatemala City. Laguna Petexbatún ligger 131 meter över havet. Arean är 5,4 kvadratkilometer. Omgivningarna runt Laguna Petexbatún är en mosaik av jordbruksmark och naturlig växtlighet.